# Rafael Jiménez Ambel
Rafael Jiménez Ambel (Huéscar, provincia de Granada, 1958) es un profesor, pintor y escultor español. 
A los 10 años se fue a vivir a Valencia pero en la actualidad reside en Vigo.

## Trayectoria
Es Doctor Cum Laude en Bellas Artes por la Universidad Politécnica de Valencia (1986) https://riunet.upv.es/handle/10251/118428 y diplomado en Estudios Avanzados en Diseño en Ingeniería y en Comunicación Audiovisual y Publicidad por la Universidad de Vigo. Además de pintor, es profesor de dibujo en la Enseñanza Secundaria.
Mi pintura, a veces, es un paisaje concreto, desarticulado, no compuesto, sino en descomposición, con amarillos, azules... Es como una partitura
Empezó a pintar y exponer con tan solo 10 años. Fue profesor en distintas universidades españolas (Valencia y Vigo). Dirige distintas revistas de diseño y mantiene un blog escolar. En la actualidad, lleva 45 años creando y su exposición más reciente está ahora en Vigo.

## Publicaciones[5]
- Aportaciones para la renovación del diseño de producto en la industria de vajillas.
- Plato de presentación, Museo Nacional de Cerámica y Artes Suntuarias González Martí, Valencia, 1988.
- Piezas de la Vajilla de la Infanta, encargada por la Casa Real a Santa Clara, Casa de las Artes, 2010. Vigo.
- “O cadro espello” en el Hac-Klab “O que o cadro escoita", MARCO (Museo de Arte Contemporáneo), 2007, Vigo.
- Exposición de proyectos y dibujos de ideas para “La conexión, permeabilización y ordenación de la Universidad Politécnica de Valencia”, 1990.
- Exposición de maquetas “Monumento a la libertad de expresión”, Generalidad Valenciana, Sala de Exposiciones del Ayuntamiento de Valencia, 1985.
- Exposición colectiva “Arte no Morrazo: Secuencias de memoria”, Cangas, 2004.
- “Desde la ventana”, Fondos de la Universidad Politécnica de Valencia, 1985
- “Exposición de pintura informatizada”, 12 piezas.
  - Mercado de las Flores, Barcelona, 1992.
  - MID: Muestra Internacional de Diseño. Barcelona, 1992.

- Sistema de información interactiva de la Comunidad Valenciana. Pabellón de Valencia en la Exposición Universal de Sevilla en colaboración con Trivisión, Sevilla, 1992.
- Diseños y dibujos de piezas cerámicas para Santa clara y Pontesa.
  - Palacio de Congresos de Madrid, de 1993 a 1997.
  - Exposición de vajillas, feria INTERGIF de Madrid.
  - Exposición de vajillas, feria AMBIENT de Frankfurt.
  - Exposición de vajillas, feria de hostelería Barcelona.
- Exposición colectiva en el IVAM, Centre del Carme de Valencia, 1995.
- Audiovisual Ciber@rt96: “El arte es la idea”, I Congreso de Realidad Virtual, Universidad Politécnica de Valencia, 1996.
- De los diseños pintados de platos y vajillas. Calcografía Nacional, 2002
- Obra en Fundación Antonio Pérez, Cuenca, 2007.
- Obra en la Colección AFAPO, 2008.
- Exposición “Pintura del cubismo a la gráfica y al diseño de las ideas”, 30 piezas, Telecom Graphics, Valencia, 1999.
- Exposición de pintura y grabado informatizado “Las nuevas tecnologías aplicadas a los procesos de grabado artístico”, Telecom Graphics, Valencia, 2000.
- Exposición “La mirada de Uskar”, 24 piezas, Ayuntamiento de Huesca, 2002.
- “Columnas de fuego”, colectiva de fotografía, Autoridad Portuaria de Vigo, 2002.
- “A fonte das imaxes”, Festival Internacional de Nuevas Tendencias de Galicia, IFI, Pazo da Cultura, Pontevedra. 2003.
  - Facultad de Bellas Artes, Universidad de Vigo, 2004.
  - Exposición colectiva Arte no Morrazo,[6] Cangas, 2004.
- Exposción “La mirada de Uskar en la Sagra” y “Pintura de alta montaña”. Complejo de ocio Collados de la Sagra, 12 obras, 2004.

- “Madre célula”, 2006.
- Exposición “Cuenca inventa palabras”, 28 obras, Diputación de Cuenca, 2007.

- Exposición “Ambel: obra gráfica”.[7] Ilustre Colegio de Abogados de Valencia, 2009.
- “Recetas gráficas”, Casa del libro,[8] Vigo, 2010.
- “Vigo en el corazón de Madrid”,[9] Casa de Galicia,[10] Madrid, 2012.
- “Vigo desde Mos”, Restaurante Casa Alfredo, 2012
- “Fátima en el corazón de Vigo”, Hospital de Fátima, Vigo, 2012.
- “Vigo desde Cangas”,[11] Casa de Cultura del Concello de Cangas, 2013.
- “De Vigo a Moaña, paisaje, arte y gastronomía”,[12] Hall del Concello de Moaña,[13] 2013.
- “El colorido empresarial de Vigo”,[14] Confederación Empresarial de Pontevedra, Vigo, 2013.
- "Nueva papeleta para la democracia", Certamen de Pintura Fundación Lapayense, Comarca del Jiloca, Museo de Azafrán y otros. 2014
- “Vigo e Passos, Portugal”, sala del BBVA, Vigo, 2014.
- “El colorido de Vigo a Portugal entre veleros”, Exposición en el Real Club Náutico,[15] Vigo, 2015.
- “Vigo punto de vista”, Círculo de Empresarios de Galicia, Vigo, 2016.
- “Curarte”, Hospital de Fátima, Vigo, 2017.
- Mostrate,[16] “Vigo, a cidade arte”, junto con poemas de Mike O´Ferdinand, locución de Marian Prego, compañía teatral Entretés, Alcaldía de Vigo, 2017.
  - Distintos locales gastronómicos de la ciudad.
- Taller “Arte y movimiento”, Bienal de Vila Nova de Cerveira, 2017.
- Cartel para el Concurso de Cómic, Moaña, 2013, 2014, 2015.
- Conversas de Vagalulme, junto con Menchu Abril y Toño Quesada, Afundación, Vigo, 2018.

### Dirección de diseño de revistas y anuarios
- “Viajar y disfrutar por las Rías Baixas”, Editoria Soserco comunicación y publicidad, Vg-146 2008
- "Investigación, cultura y tecnología", Issn 1889 - 4399, Vg – 347 2009
- "Revista Tres Campus", Asociación amigos y antiguos alumnos Universidad de Vigo, Vg-101 1998
- Blog Prensa Escuela de La Voz de Galicia: Creatividad 1234.

## Premios
- Premio de pintura Ciudad de Huéscar con “La plaza por la noche”, 1968.
- Mención en el Certamen de Escultura “El arte en el metal con la obra “El cubo del Guernica”, Feira de Arte en Metal, Valencia, 1982.
- Premio de Pintura Nuevo Centro, “El pueblo desde la huerta”, Valencia, 1984.
- Premio Experiencias Pedagógicas, Caja de Ahorros de Torrente, “Aula de creatividad” y “Aula de medios informáticos”, Valencia, 1989.